# Verein für Leibesübungen Bochum 1848 1975-1976
Questa voce raccoglie le informazioni riguardanti il Verein für Leibesübungen Bochum 1848 nelle competizioni ufficiali della stagione 1975-1976.

## Stagione
Nella stagione 1975-1976 il Bochum, allenato da Heinz Höher, concluse il campionato di Bundesliga al 14º posto. In Coppa di Germania il Bochum fu eliminato al terzo turno dal Fortuna Düsseldorf.

## Rosa
| N. |                     | Ruolo | Calciatore            |
| -- | ------------------- | ----- | --------------------- |
|    | Germania (bandiera) | P     | Reinhard Mager        |
|    | Germania (bandiera) | P     | Werner Scholz         |
|    | Germania (bandiera) | D     | Klaus-Dieter Dewinski |
|    | Germania (bandiera) | D     | Michael Eggert        |
|    | Germania (bandiera) | D     | Klaus Franke          |
|    | Germania (bandiera) | D     | Hartmut Fromm         |
|    | Germania (bandiera) | D     | Hermann Gerland       |
|    | Germania (bandiera) | D     | Erich Miß             |
|    | Germania (bandiera) | D     | Franz-Josef Tenhagen  |
|    | Germania (bandiera) | D     | Dieter Versen         |

| N. |                     | Ruolo | Calciatore             |
| -- | ------------------- | ----- | ---------------------- |
|    | Germania (bandiera) | C     | Werner Balte           |
|    | Germania (bandiera) | C     | Wolfgang Euteneuer     |
|    | Germania (bandiera) | C     | Hans-Jürgen Köper      |
|    | Germania (bandiera) | C     | Ata Lameck             |
|    | Germania (bandiera) | C     | Holger Trimhold        |
|    | Germania (bandiera) | A     | Heinz-Werner Eggeling  |
|    | Germania (bandiera) | A     | Harry Ellbracht        |
|    | Germania (bandiera) | A     | Josef Kaczor           |
|    | Germania (bandiera) | A     | Peter Kursinski        |
|    | Germania (bandiera) | A     | Hans-Joachim Pochstein |

## Organigramma societario
Area tecnica
- Allenatore: Heinz Höher
- Allenatore in seconda:
- Preparatore dei portieri:
- Preparatori atletici:

## Calciomercato

### Sessione estiva
| Acquisti | Acquisti        | Acquisti           | Acquisti |
| R.       | Nome            | da                 | Modalità |
| -------- | --------------- | ------------------ | -------- |
| D        | Erich Miß       | Wuppertal          |          |
| C        | Holger Trimhold | Schwarz-Weiß Essen |          |

| Cessioni | Cessioni            | Cessioni        | Cessioni |
| R.       | Nome                | a               | Modalità |
| -------- | ------------------- | --------------- | -------- |
| P        | Hans-Jürgen Bradler | Westfalia Herne |          |
| C        | Peter Ehmke         | Malines         |          |
| D        | Harry Fechner       | Saarbrücken     |          |
| C        | Paul Holz           | Hannover 96     |          |
| C        | Gisbert Horsthemke  | Erkenschwick    |          |

### Sessione invernale
| Acquisti | Acquisti | Acquisti | Acquisti |
| R.       | Nome     | da       | Modalità |
| -------- | -------- | -------- | -------- |

| Cessioni | Cessioni | Cessioni | Cessioni |
| R.       | Nome     | a        | Modalità |
| -------- | -------- | -------- | -------- |

## Risultati

### Bundesliga

#### Girone di andata
| Arbitro: | Quindeau |

|  |           |                                |
|  | Marcatori | 36’ Röber 39’ Åslund 86’ Weist |

| Krefeld 16 agosto 1975, ore 15:30 CET 2ª giornata | Bayer Uerdingen | 0 – 0 referto | Bochum | Grotenburg Stadion (11 000 spett.)\| Arbitro: \| Dreher \| |
| Arbitro:                                          | Dreher          |               |        |                                                            |

| Arbitro: | Walther |

|  |           |                |
|  | Marcatori | 41’ Zimmermann |

| Arbitro: | Berner |

|             |           |                   |
| Fischer 83’ | Marcatori | 55’ (rig.) Lameck |

| Arbitro: | Ohmsen |

|                                                                     |           |                          |
| Ellbracht 53’ Köper 56’ Eggeling 62’ Pochstein 64’ Balte 85’ (rig.) | Marcatori | 40’ (rig.) Hickersberger |

| Arbitro: | Redelfs |

|              |           |              |
| Heynckes 11’ | Marcatori | 69’ Eggeling |

| Arbitro: | Walz |

|                     |           |  |
| Köper 39’ Balte 57’ | Marcatori |  |

| Arbitro: | Lutz |

|                                 |           |            |
| Toppmöller 47’ Diehl 75’ (rig.) | Marcatori | 77’ Kaczor |

| Arbitro: | Klauser |

|  |           |                                     |
|  | Marcatori | 38’ Ettmayer 85’ Sperlich 88’ Nogly |

| Arbitro: | Picker |

|           |           |            |
| Dietz 86’ | Marcatori | 55’ Kaczor |

| Arbitro: | Schmoock |

|                         |           |              |
| Ellbracht 47’ Köper 90’ | Marcatori | 52’ Hrubesch |

| Arbitro: | Scheffner |

|          |           |  |
| Löhr 86’ | Marcatori |  |

| Arbitro: | Redelfs |

|                                                                         |           |  |
| Wenzel 25’ Lorenz 48’ (rig.) Beverungen 54’, 86’ Körbel 60’ Reichel 84’ | Marcatori |  |

| Arbitro: | Horstmann |

|                                     |           |                |
| Trimhold 27’ Tenhagen 30’ Fromm 74’ | Marcatori | 80’ Kapellmann |

| Arbitro: | Antz |

|                                    |           |            |
| Kostedde 1’, 42’ Horr 17’ Beer 44’ | Marcatori | 16’ Kaczor |

| Arbitro: | Dreher |

|                 |           |  |
| Kaczor 57’, 72’ | Marcatori |  |

| Arbitro: | Linn |

|                        |           |                   |
| Schäfer 46’ Berger 50’ | Marcatori | 20’, 84’ Eggeling |

#### Girone di ritorno
| Arbitro: | Walz |

|                                               |           |                   |
| Røntved 36’, 78’ Müllner 49’ Röber 65’ (rig.) | Marcatori | 31’ (rig.) Lameck |

| Arbitro: | Meuser |

|                               |           |  |
| Ellbracht 13’, 23’ Lameck 61’ | Marcatori |  |

| Arbitro: | Messmer |

|                                  |           |         |
| Mattsson 11’, 18’ Zimmermann 47’ | Marcatori | 60’ Miß |

| Arbitro: | Walther |

|               |           |                                                       |
| Pochstein 88’ | Marcatori | 35’ Kremers 51’ Bongartz 71’ Lütkebohmert 74’ Fischer |

| Arbitro: | Zuchantke |

|            |           |  |
| Janzon 10’ | Marcatori |  |

| Arbitro: | Frickel |

|                      |           |  |
| Köper 48’ Kaczor 87’ | Marcatori |  |

| Arbitro: | Schmoock |

|                                                |           |                   |
| Anders 42’ Kaemmer 44’ (rig.), 70’ Lüttges 83’ | Marcatori | 68’ (aut.) Anders |

| Arbitro: | Roth |

|                       |           |  |
| Eggert 11’ Lameck 62’ | Marcatori |  |

| Arbitro: | Haselberger |

|                                                              |           |                                 |
| Memering 68’ Sperlich 73’ Zaczyk 75’ Bjørnmose 77’ Nogly 90’ | Marcatori | 33’ Eggert 78’ Balte 81’ Lameck |

| Arbitro: | Aldinger |

|             |           |                          |
| Gerland 84’ | Marcatori | 9’ Bruckmann 88’ Büssers |

| Arbitro: | Klauser |

|                 |           |  |
| Burgsmüller 84’ | Marcatori |  |

| Arbitro: | Dreher |

|            |           |  |
| Kaczor 27’ | Marcatori |  |

| Arbitro: | Biwersi |

|                                                          |           |                               |
| Kaczor 9’, 89’ Eggeling 48’ Lameck 67’ (rig.) Eggert 80’ | Marcatori | 29’ Kraus 40’, 78’ Hölzenbein |

| Arbitro: | Meuser |

|                                                   |           |  |
| Beckenbauer 33’ Künkel 52’ Müller 56’, 82’ (rig.) | Marcatori |  |

| Arbitro: | Schmoock |

|                         |           |  |
| Kaczor 24’ Tenhagen 74’ | Marcatori |  |

| Arbitro: | Messmer |

|               |           |            |
| Gersdorff 73’ | Marcatori | 34’ Kaczor |

| Arbitro: | Roth |

|                                                 |           |                                   |
| Kaczor 4’ Eggeling 26’ Eggert 51’ Pochstein 81’ | Marcatori | 61’ Niedermayer 84’ (rig.) Struth |

### Coppa di Germania
| Arbitro: | Eschweiler |

|                         |           |                           |
| Tenbrink 31’ Walter 84’ | Marcatori | 12’, 59’ Balte 13’ Kaczor |

| Arbitro: | Linn |

|  |           |                 |
|  | Marcatori | 55’, 61’ Kaczor |

| Arbitro: | Kindervater |

|                                            |           |                                     |
| Geye 28’ Allofs 55’ Seel 62’ Kriegler 117’ | Marcatori | 6’, 47’ Köper 9’ Kaczor 92’ Gerland |

| Arbitro: | Roth |

|              |           |                                      |
| Eggeling 30’ | Marcatori | 73’ Zimmermann 102’ Herzog 105’ Seel |

## Statistiche

### Statistiche di squadra
| Competizione      | Punti | In casa | In casa | In casa | In casa | In casa | In casa | In trasferta | In trasferta | In trasferta | In trasferta | In trasferta | In trasferta | Totale | Totale | Totale | Totale | Totale | Totale | DR  |
| Competizione      | Punti | G       | V       | N       | P       | Gf      | Gs      | G            | V            | N            | P            | Gf           | Gs           | G      | V      | N      | P      | Gf     | Gs     | DR  |
| ----------------- | ----- | ------- | ------- | ------- | ------- | ------- | ------- | ------------ | ------------ | ------------ | ------------ | ------------ | ------------ | ------ | ------ | ------ | ------ | ------ | ------ | --- |
| Bundesliga        | 30    | 17      | 12      | 0       | 5       | 35      | 21      | 17           | 0            | 6            | 11           | 14           | 41           | 34     | 12     | 6      | 16     | 49     | 62     | -13 |
| Coppa di Germania | -     | 1       | 0       | 0       | 1       | 1       | 3       | 3            | 2            | 1            | 0            | 9            | 6            | 4      | 2      | 1      | 1      | 10     | 9      | +1  |
| Totale            | 30    | 18      | 12      | 0       | 6       | 36      | 24      | 20           | 2            | 7            | 11           | 23           | 47           | 38     | 14     | 7      | 17     | 59     | 71     | -12 |

### Andamento in campionato
| Giornata  | 1  | 2  | 3  | 4  | 5  | 6  | 7  | 8  | 9  | 10 | 11 | 12 | 13 | 14 | 15 | 16 | 17 | 18 | 19 | 20 | 21 | 22 | 23 | 24 | 25 | 26 | 27 | 28 | 29 | 30 | 31 | 32 | 33 | 34 |
| --------- | -- | -- | -- | -- | -- | -- | -- | -- | -- | -- | -- | -- | -- | -- | -- | -- | -- | -- | -- | -- | -- | -- | -- | -- | -- | -- | -- | -- | -- | -- | -- | -- | -- | -- |
| Luogo     | C  | T  | C  | T  | C  | T  | C  | T  | C  | T  | C  | T  | T  | C  | T  | C  | T  | T  | C  | T  | C  | T  | C  | T  | C  | T  | C  | T  | C  | C  | T  | C  | T  | C  |
| Risultato | P  | N  | P  | N  | V  | N  | V  | P  | P  | N  | V  | P  | P  | V  | P  | V  | N  | P  | V  | P  | P  | P  | V  | P  | V  | P  | P  | P  | V  | V  | P  | V  | N  | V  |
| Posizione | 18 | 17 | 18 | 18 | 12 | 11 | 10 | 12 | 14 | 14 | 12 | 14 | 17 | 14 | 17 | 13 | 13 | 15 | 12 | 15 | 15 | 15 | 14 | 15 | 15 | 15 | 15 | 17 | 16 | 13 | 16 | 15 | 15 | 14 |

Legenda:

Luogo: C = Casa; T = Trasferta. Risultato: V = Vittoria; N = Pareggio; P = Sconfitta.

### Statistiche dei giocatori
| Giocatore    | Bundesliga | Bundesliga | Bundesliga  | Bundesliga | Coppa di Germania | Coppa di Germania | Coppa di Germania | Coppa di Germania | Totale   | Totale | Totale      | Totale     |
| Giocatore    | Presenze   | Reti       | Ammonizioni | Espulsioni | Presenze          | Reti              | Ammonizioni       | Espulsioni        | Presenze | Reti   | Ammonizioni | Espulsioni |
| ------------ | ---------- | ---------- | ----------- | ---------- | ----------------- | ----------------- | ----------------- | ----------------- | -------- | ------ | ----------- | ---------- |
| W. Balte     | 27         | 3          | 0           | 0          | 4                 | 2                 | 0                 | 0                 | 31       | 5      | 0           | 0          |
| K. Dewinski  | 2          | 0          | 0           | 0          | 1                 | 0                 | 0                 | 0                 | 3        | 0      | 0           | 0          |
| H. Eggeling  | 34         | 6          | 4           | 0          | 4                 | 1                 | 1                 | 0                 | 38       | 7      | 5           | 0          |
| M. Eggert    | 32         | 4          | 4           | 0          | 4                 | 0                 | 0                 | 0                 | 36       | 4      | 4           | 0          |
| H. Ellbracht | 15         | 4          | 0           | 0          | 0                 | 0                 | 0                 | 0                 | 15       | 4      | 0           | 0          |
| W. Euteneuer | 2          | 0          | 0           | 0          | 0                 | 0                 | 0                 | 0                 | 2        | 0      | 0           | 0          |
| K. Franke    | 14         | 0          | 1           | 0          | 0                 | 0                 | 0                 | 0                 | 14       | 0      | 1           | 0          |
| H. Fromm     | 30         | 1          | 2           | 0          | 4                 | 0                 | 0                 | 0                 | 34       | 1      | 2           | 0          |
| H. Gerland   | 25         | 1          | 1           | 0          | 4                 | 1                 | 0                 | 0                 | 29       | 2      | 1           | 0          |
| J. Kaczor    | 27         | 12         | 3           | 0          | 4                 | 4                 | 0                 | 0                 | 31       | 16     | 3           | 0          |
| P. Kursinski | 4          | 0          | 0           | 0          | 0                 | 0                 | 0                 | 0                 | 4        | 0      | 0           | 0          |
| H. Köper     | 34         | 4          | 4           | 0          | 4                 | 2                 | 0                 | 0                 | 38       | 6      | 4           | 0          |
| A. Lameck    | 34         | 6          | 1           | 0          | 4                 | 0                 | 0                 | 0                 | 38       | 6      | 1           | 0          |
| R. Mager     | 0          | 0          | 0           | 0          | 0                 | 0                 | 0                 | 0                 | 0        | 0      | 0           | 0          |
| E. Miß       | 18         | 1          | 4           | 0          | 2                 | 0                 | 0                 | 0                 | 20       | 1      | 4           | 0          |
| H. Pochstein | 31         | 3          | 0           | 0          | 4                 | 0                 | 0                 | 0                 | 35       | 3      | 0           | 0          |
| W. Scholz    | 34         | 0          | 0           | 0          | 4                 | 0                 | 0                 | 0                 | 38       | 0      | 0           | 0          |
| F. Tenhagen  | 34         | 2          | 2           | 0          | 4                 | 0                 | 0                 | 0                 | 38       | 2      | 2           | 0          |
| H. Trimhold  | 12         | 1          | 0           | 0          | 1                 | 0                 | 0                 | 0                 | 13       | 1      | 0           | 0          |
| D. Versen    | 13         | 0          | 3           | 0          | 2                 | 0                 | 0                 | 0                 | 15       | 0      | 3           | 0          |